# 真夜中のドア〜Stay With Me
「真夜中のドア〜Stay With Me」（まよなかのドア ステイ・ウィズ・ミー）は松原みきの1枚目のシングルである。1979年11月5日（月曜日）にキャニオン・レコード（現・ポニーキャニオン）からEP盤がリリースされた。発売から41年後の2020年にリバイバルヒットした。

## 歴史

### 制作とリリース
松原が『真夜中のドア』のレコーディングを行ったのは19歳の時であり、その2年前に大阪から上京し、東京のクラブで歌っていた。林哲司は、1978年発売のIt's the Falling in Love（キャロル・ベイヤー・セイガー作詞・歌唱、デイヴィッド・フォスター作曲）の影響を受けたニューミュージックの流れを汲んだこの曲を制作した（後にシティ・ポップと呼ばれるようになる）。作中にも登場する曲名の「Stay With Me」というフレーズは、洋楽へのオマージュが込められたもので、『ビルボード』誌ではRyohei Matsunaga氏より英語フレーズがあることで「日本人以外のリスナーの興味を引く」と評価された。なお、制作段階での曲名は「Stay with Me」だったが、偶然にも堺正章による「STAY WITH ME」が同年6月にリリースされたため、急遽に「真夜中のドア」を追加して「真夜中のドア～Stay with Me」となった。
『ジャパンタイムズ』におけるインタビューで、林は松原の声を「実年齢以上の成熟した声であるとは思わなかったが、ジャジーでセクシーだ」と評価した。
このシングルは、オリコン最高28位に入り、オリコン調べ10万4千枚、キャニオン・レコード発表30万枚（2004年時点）のセールスを記録し、松原と林の人気を高めることになった。この曲は、松原の最高傑作として広く認知されている。林はこの曲とほぼ同時に竹内まりやに提供した「September」も手掛けており、一躍脚光を浴びるきっかけとなった。
この曲は1stアルバム「POCKET PARK」に収録された。シングルバージョンとアルバムバージョンは異なる。シングルバージョンはイントロに松原の歌声が入っているが、アルバムバージョンはコーラスのみとなっており、また最終サビのリフレインが1つ多く歌われているためにシングルバージョンに比べて15秒ほど演奏時間が長い。

### リバイバルヒット
2020年後半、日本国外でこの曲の人気が急上昇した。日本の1980年代から1990年代のシティポップへの関心の高まりやポニーキャニオンのプレイリスト「おとラボ」での同曲の人気、インドネシア人歌手Rainychによるカバー、海外で話題になったTikTok動画のBGMに使用されていたことなどをきっかけに、世界各国のサブスクリプションの再生回数で上位にランクインした。
Apple Musicでは92か国のJPOPランキングでTop10入りを記録し、Spotifyでは2,300万回以上再生された。この流れを受けて2020年12月25日にYouTubeにてポニーキャニオンによるオフィシャルリリックビデオが公開された。Spotifyグローバルバイラルチャートにおいて、2020年12月10日から12月27日までの18日間連続世界1位を獲得した。
2022年2月4日、林はNHKのインタビューにおいて、この曲がリバイバルヒットしたのは、人々がストリーミング配信をよく使うようになったことがあるのではないかと語った。林は、「この曲は松原みきのデビュー曲だが、すでに歌手として完成されていると感じた。こういうことは、あまりないことだ」と述べた。
2024年3月には、Spotifyにおける累計再生回数が3億回を突破した。

## タイトル表記について
- 本作は以下のとおり数種類の表記があり、その後の収録アルバムでも多少の混乱があるが、「真夜中のドア〜Stay With Me」が最も多用されている。
  - ジャケット表面：真夜中のドア STAY WITH ME
  - ジャケット裏面：真夜中のドア 〜stay with me
  - ジャケット裏面：真夜中のドア― stay with me
  - レーベル面：真夜中のドア／Stay With Me

## 収録曲
| 全作詞: 三浦徳子、全作曲・編曲: 林哲司。 |                                |          |            |      |
| #                                        | タイトル                       | 作詞     | 作曲・編曲 | 時間 |
| 1.                                       | 「真夜中のドア～Stay With Me」 | 三浦徳子 | 林哲司     | 4:34 |
| 2.                                       | 「そうして私が」               | 三浦徳子 | 林哲司     | 4:08 |
| 合計時間:                                | 合計時間:                      | 8:42     |            |      |

## ミュージックビデオ
| 曲名                       | ミュージックビデオ                                                                                      |
| -------------------------- | --- |
| 真夜中のドア〜Stay with Me | 松原みき「真夜中のドア〜Stay with Me」 Official Lyric Video - YouTube                                   |
| 真夜中のドア〜Stay with Me | Miki Matsubara -Mayonaka no Door -stay with me (Music Video) Director's Cut 2022 by TELL SATO - YouTube |
| 真夜中のドア〜Stay with Me | Miki Matsubara -Mayonaka no Door -stay with me (Music Video) 2023 by Fridman Sisters - YouTube          |

## 参加ミュージシャン
- キーボード：渋井博
- エレクトリックベース：後藤次利
- ドラムス：林立夫
- エレクトリック・ギター：松原正樹
- パーカッション：穴井忠臣
- サックス：ジェイク・H・コンセプション

## 収録アルバム
- POCKET PARKほか ベストアルバムなど。
- 松原みきオムニバスアルバム・コンピレーションアルバム収録曲一覧参照。

## カバー
真夜中のドア～Stay with Me
| リリース       | アーティスト                 | 収録作品                                                                                              | 備考                             |
| -------------- | ---------------------------- | --- | -------------------------------- |
| 1990年3月21日  | 伊東真由美                   | アルバム『Stay with Me -恋人のいる時間-』                                                             |                                  |
| 1991年11月21日 | 21                           | アルバム『Greeting』                                                                                  |                                  |
| 1991年12月16日 | かとうれいこ                 | レーザーディスク「恋ばかりしてバッカみたい/かとうれいこライヴツアー91」                               |                                  |
| 1994年3月21日  | MAMA,I WANT TO SING          | アルバム『Midnight Door』                                                                             |                                  |
| 1994年10月1日  | A.S.A.P.                     | アルバム『Brotherz & Sisterz』                                                                        |                                  |
| 1997年5月21日  | GTS                          | アルバム『Love Unlimited』                                                                            |                                  |
| 1997年8月21日  | 広瀬香美                     | カバーアルバム『Thousands of Covers Disc1』                                                           |                                  |
| 1998年5月8日   | Tiptory                      | シングル「真夜中のドア～Stay with Me～」                                                              |                                  |
| 2000年8月23日  | 洞口桃子                     | シングル「泣いてったって～Don't Cry My Baby～」                                                       |                                  |
| 2002年4月24日  | 市川藍                       | シングル「真夜中のドア～Stay with Me～」                                                              |                                  |
| 2003年5月21日  | メロン記念日                 | カバーアルバム『FOLK SONGS 4』                                                                        |                                  |
| 2004年1月23日  | 平松八千代                   | カバーアルバム『真夜中のドア～Stay with Me』                                                          |                                  |
| 2004年11月17日 | 唐沢美帆                     | シングル「君のかけら」                                                                                |                                  |
| 2005年2月2日   | 牧野雅巳                     | アルバム『フラワーケース』(Vocal：土屋浩美)                                                           |                                  |
| 2008年12月20日 | 柿本七恵                     | 林哲司作曲家35周年記念トリビュートアルバム『4 Divas Tribute to Tetsuji Hayashi Four Tears』           |                                  |
| 2009年12月9日  | 高野千恵                     | カバーアルバム『Winter Collection』                                                                   |                                  |
| 2010年10月20日 | 岩崎宏美                     | カバーアルバム『Dear Friends V』                                                                      |                                  |
| 2011年11月5日  | 堤田とも子                   | アルバム『UP!』                                                                                       |                                  |
| 2013年6月19日  | Erika.                       | カバーアルバム『unJour』                                                                              |                                  |
| 2015年1月10日  | 中森明菜                     | アルバム『歌姫4 -My Eggs Benedict-』                                                                  |                                  |
| 2016年3月16日  | 森恵                         | カバーアルバム『Covers Grace of The Guitar+』                                                         |                                  |
| 2016年7月6日   | 今井優子                     | コンピレーションアルバム『Sweetest Voice』                                                            |                                  |
| 2016年12月28日 | 田中裕梨                     | アルバム『City Lights』                                                                               |                                  |
| 2018年1月20日  | 鉄戸美桜                     | 君の声、もっと聴かせて(ハコイリムスメ×さんみゅ～ツーマン)会場限定配布CD「真夜中のドア～Stay with Me」 |                                  |
| 2019年1月28日  | 中島愛                       | アルバム『ラブリー・タイム・トラベル』                                                                |                                  |
| 2019年11月15日 | 荒牧陽子                     | カバーアルバム『リスペクト！～私が昭和を歌ったらこんな感じ！～』                                      |                                  |
| 2020年8月26日  | Ms.OOJA                      | カバーアルバム『流しのOOJA 〜VINTAGE SONG COVERS〜』                                                  |                                  |
| 2020年10月30日 | Rainych                      | 配信限定シングル「真夜中のドア～Stay with Me」                                                        |                                  |
| 2021年5月26日  | Rainych                      | 7”シングルレコード「真夜中のドア～Stay With Me～/Blind Curve」                                        |                                  |
| 2021年1月20日  | DEEN                         | カバーアルバム『POP IN CITY 〜for covers only〜』                                                     |                                  |
| 2021年3月24日  | Tokimeki Records feat.ひかり | 配信限定シングル「真夜中のドア～Stay with Me」                                                        |                                  |
| 2021年6月23日  | Tokimeki Records feat.ひかり | 7”シングルレコード「真夜中のドア/Stay With Me (feat.ひかり)/I'm in Love (feat.ひかり)」               |                                  |
| 2021年3月31日  | JiLL-Decoy association       | 配信限定シングル「真夜中のドア～Stay with Me」                                                        | [ 30 ]                           |
| 2021年3月31日  | JiLL-Decoy association       | 配信限定シングル「真夜中のドア～Stay with Me(English Version)」                                       | [ 30 ]                           |
| 2021年9月3日   | 島谷ひとみ                   | アルバム『LoveSong 〜My song for you〜』                                                              | [ 31 ]                           |
| 2021年12月15日 | 小片リサ                     | カバーアルバム『bon voyage!〜 risa covers 〜』                                                        |                                  |
| 2023年4月12日  | M sis                        | 配信限定シングル「真夜中のドア〜Stay with Me〜」                                                      |                                  |
| 2023年11月1日  | EIKO（上白石萌歌）           | アルバム『Dreamer』                                                                                   | テレビドラマ『パリピ孔明』劇中歌 |
| 2023年12月29日 | 奥井雅美                     | 配信カバーアルバム『マサミコブシ 〜歌謡曲編〜』                                                       |                                  |
| 2024年2月10日  | 浅野ヨンエ                   | 配信限定シングル「真夜中のドア〜stay with me」                                                        |                                  |
| 2024年2月10日  | 浅野ヨンエ                   | 配信限定シングル「真夜中のドア〜stay with me(英語バージョン)」                                        |                                  |
| 2024年2月10日  | 浅野ヨンエ                   | 配信限定シングル「真夜中のドア〜stay with me(Korean Version)」                                        |                                  |